# Parasyntormon lepus
Parasyntormon lepus är en tvåvingeart som beskrevs av Van Duzee 1918. Parasyntormon lepus ingår i släktet Parasyntormon och familjen styltflugor.
Artens utbredningsområde är Kalifornien. Inga underarter finns listade i Catalogue of Life.